# Imbolc

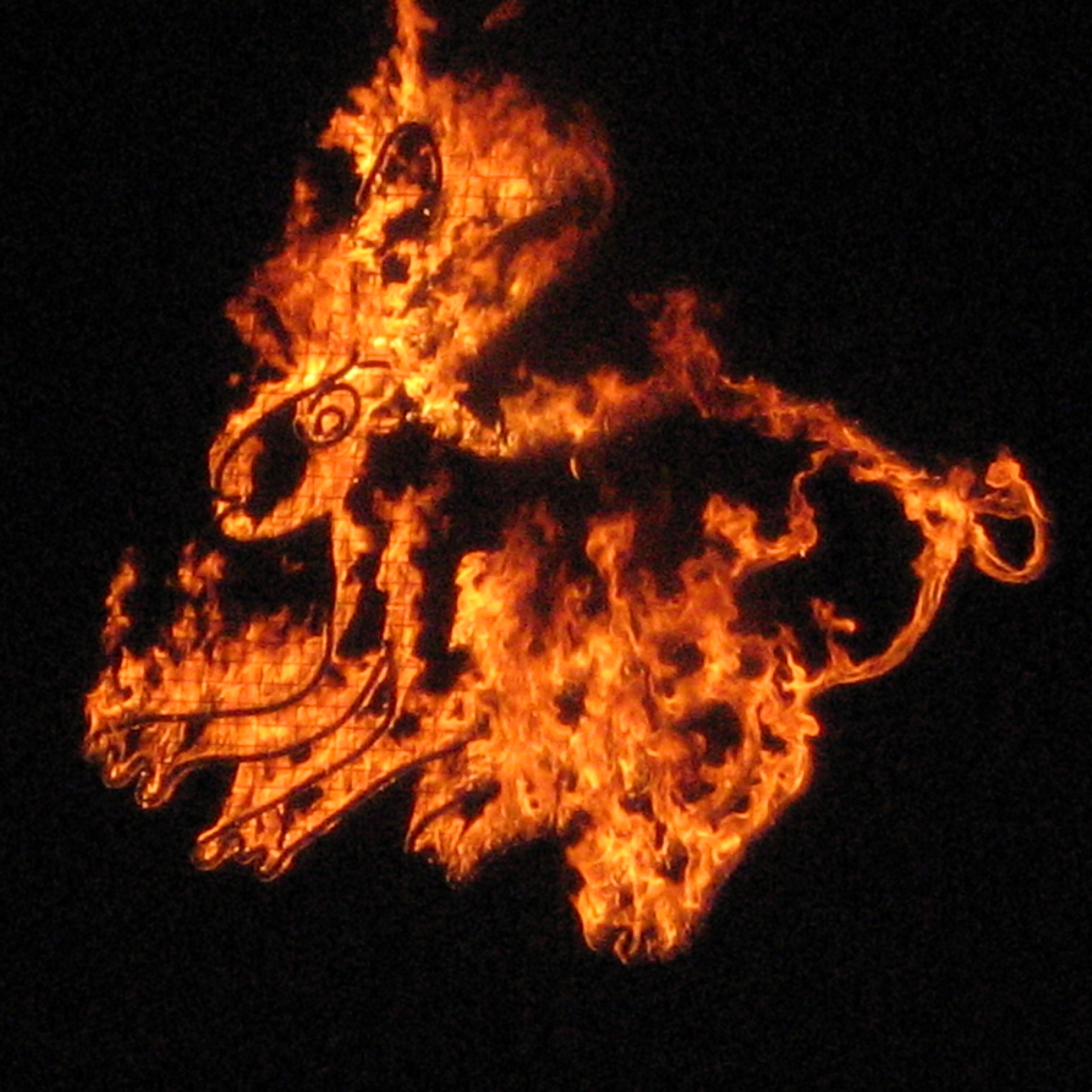

Imbolc is een van de vier belangrijke festivals van de voorchristelijke Keltische kalender die wel geassocieerd worden met de vruchtbaarheid van de aarde. Het werd later opgenomen in het Ierse christendom als Saint Brigid's Day met als hoogtepunt van het festival het rooms-katholieke Maria Lichtmis. 
Imbolc wordt traditioneel gevierd vanaf de vooravond (Eng. eve) van 1 februari en was gewijd aan de lichtgodin Brigit. Het Keltische festival begon op 31 januari. Ook in de Scandinavische landen is het een algemeen bekend feest met vergelijkbare gebruiken.
In het neopaganisme wordt het tegenwoordig gevierd als vuurfeest, een van de acht sabbats van het neopaganistisch jaarwiel.
Het valt tussen het wintersolstitium of midwinter en de lenteequinox of lente-evening.

## Keltische oorsprong

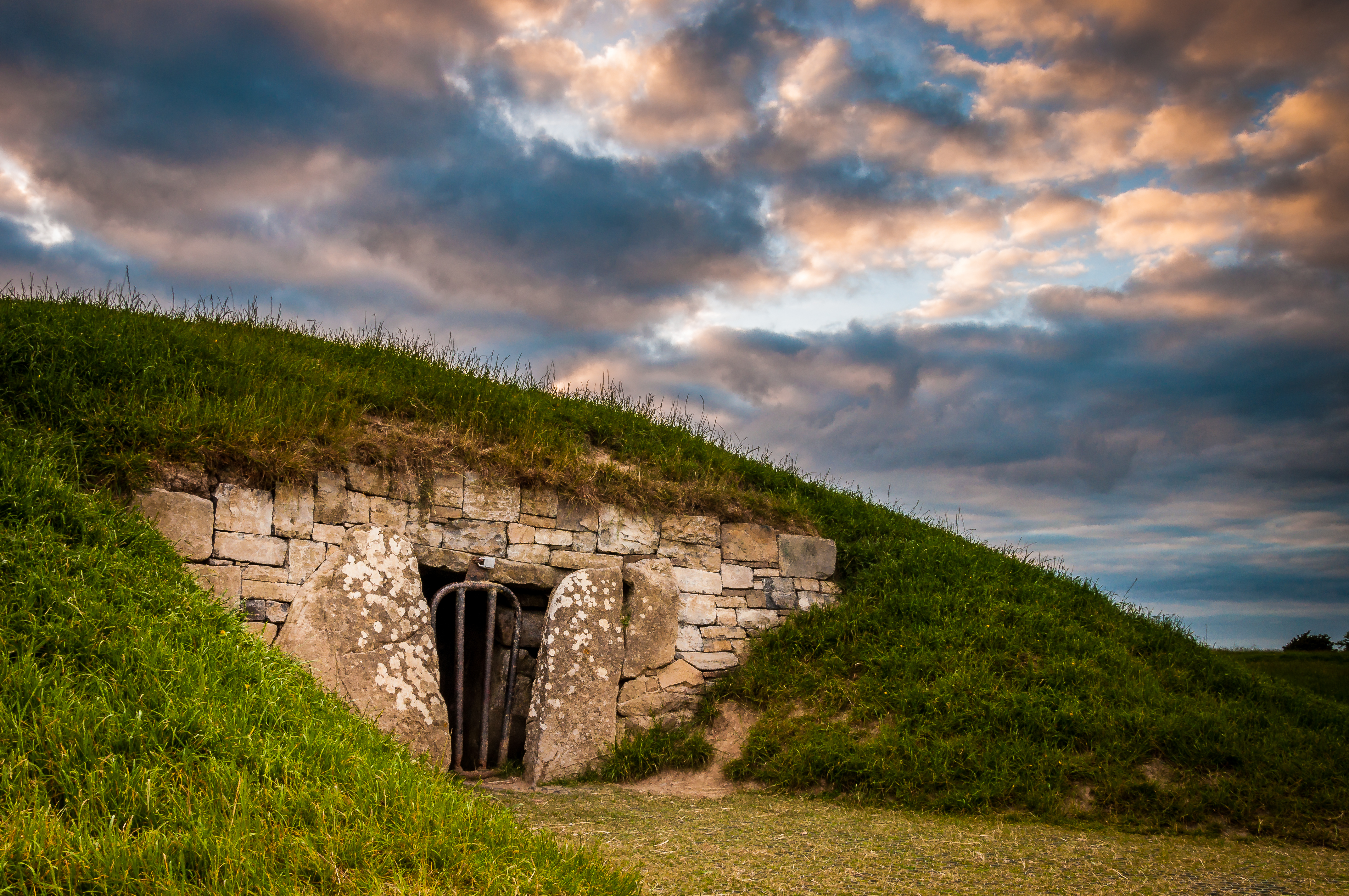
De ingang van Dumha na nGiall, Ierland; net als bij andere ganggraven wordt de grafkamer verlicht door de zon tijdens samhain en imbolc

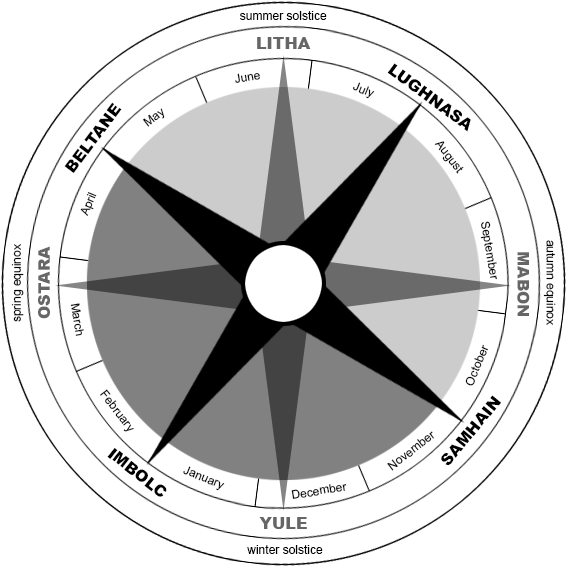
Het Wiel van het Jaar

Aanwijzingen voor Imbolc vindt men in de Ierse en Schotse folklore van de 19e en 20e eeuw, in vergelijking met gelijkaardige gebruiken in Scandinavië. Bij de Kelten werd het feest reeds op de vooravond van 1 februari aangevangen, omdat bij hen de avond het begin van de volgende dag markeerde.
Imbolc werd traditioneel in verband gebracht met de zoogtijd van de ooien, die spoedig zouden gaan lammeren. Dit kon in de praktijk twee weken voor of na het begin van februari gebeuren.
Dat het als een erg belangrijke tijdsmarkering gold, kan men zien aan de oriëntatie van cultusplaatsen. Bijvoorbeeld in Meath (Ierland) is de binnenste ruimte van de Dumha na nGiall perfect geligneerd op de richting van de opkomende zon op Imbolc en op Samhain.
Deze feestdag is een lichtfeest, waarin het lengen van de dagen wordt gevierd en de hoop op de wedergeboorte, de lente. Traditioneel worden alle lampen in huis enkele minuten aangestoken op Imbolc en bij rituelen komen heel wat kaarsen te pas.
Het is een kruiskwart dag, die het midden aangeeft tussen wintersolstitium en lente-equinox.

## Naambetekenis
De naam Imbolc komt wellicht van het Ierse i mbolg, in de buik. De b wordt hier niet uitgesproken en de klemtoon ligt op de tweede lettergreep. Deze naam refereert aan de drachtigheid van de ooien. Het is tegelijk een Keltische term voor lente. 
Een andere verklaring is het Oud-Engelse Oimelc, ooimelk. Dit is waarschijnlijk volksetymologie. 
Ook gebruikt men de naam Brigit of Brigid, die verwijst naar de Keltische godin van de smeedkunst (en het vuur), en aan wie deze dag is gewijd.

## Sint-Brigida’s dag
In de hedendaagse Ierse kalender staat Imbolc bekend als het Feast of Saint Brigid van Ierland, tweede patrones van het land, of als Lá Feabhra, de eerste lentedag.
Algemeen wordt aangenomen dat de christenen het oude festival hebben ingelijfd om de populariteit te richten op het eigen christelijke pantheon van godheid en heiligen en het herdoopte tot Sint-Brigida’s dag.

## Traditioneel vruchtbaarheidsritueel
Een oud volksgebruik, dat zowel in heidense als christelijke kringen voortleeft, is dat van Brigid's bed. De jonge meisjes maken een graanpop (de Brigid) die ze met kwikjes en strikjes versieren en de gehuwde vrouwen maken een Bruidsbed om 'Brigid' in te leggen. Op Saint Brigid's Eve (31 januari) komen de jonge ongehuwde vrouwen samen in het huis en blijven er de hele nacht waken rond de korenpop. Later krijgen ze bezoek van alle jongemannen (ongehuwde mannen) van het dorp die hen en de korenpop eer en respect komen betonen. Ondertussen blijven de oudere vrouwen van de gemeente thuis en voeren daar andere ceremonies uit.
Alvorens naar bed te gaan dooft ieder gezin de haard met water en veegt de as glad. 's Morgens wordt dan gekeken naar een merkteken in de as als aanwijzing dat Brigid is langsgekomen. De dag daarop wordt het Bruidsbed van huis tot huis gedragen, waar het met grote eer wordt ontvangen. Aangezien Brigid, als lichtbrengster, de levenskracht weergeeft die de mensen van het winters dieptepunt weer naar de lente voert, is haar aanwezigheid zeer belangrijk in deze tijd van het jaar. Mensen bekloppen haar beeltenis vaak ook met een asroede, wat mogelijk een overblijfsel is van veronderstelde vruchtbaarheidsrituelen uit vroeger tijden.

## Neopaganisme
Tegenwoordig wordt het de 1e en de 2e februari gevierd. De 2e is meer populair in Noord-Amerika en Europa, misschien vanwege de identificatie van de feestdag met Lichtmis. Op de zuidelijke hemisfeer wordt het in augustus gevierd. De viering van Lichtmis komt uit het Oosten (via het Middellandse Zeegebied). Opvallend is dat zelfs de oude Egyptenaren reeds de praktijk kenden van het vlechten van korenpoppen of kruidenpoppen, in rituelen gewijd aan de vruchtbaarheidsgodin Isis of Hator.
Imbolc wordt vaak bepaald als een kruiskwartdag, halfweg tussen het wintersolstitium Joel en de lente-equinox Ostare, en als het precieze middelpunt dat door Waterman gaat (in de noordelijke hemisfeer) en door Leeuw in de zuidelijke. Daardoor valt Imbolc op het noorden samen met Lughnasadh op het zuidelijk halfrond.
Vuur is een belangrijk element in dit festival. Brigit (ook bekend als Brigid, Bride, Brid) is de godin van vuur, heling en vruchtbaarheid. De aangestoken vuren symboliseren de toenemende kracht van de zon de komende maanden.
Imbolc is ook een Duits acroniem voor Internationale magische Bildungsstätte für okkulte Lebenskunst und Credo.